# Водій міс Дейзі
«Водій міс Дейзі» (англ. Driving Miss Daisy) — американський кінофільм 1989 року режисера Брюса Бересфорда, поставлений за п'єсою і сценарієм лауреата Пулітцерівської премії Альфреда Урі. У 1990 році стрічка завоювала чотири премії «Оскар» (зокрема в номінаціях «Найкраща акторка», «Найкращий сценарій» і «Найкращий фільм»), а також інші престижні кінопремії.

## Сюжет
В Атланті, в багатому кварталі, живе літня дама — міс Дейзі. Їй вже важко водити машину самій, і син надсилає до неї шофера — чорношкірого Гоука Колберна. Весь фільм побудований на найтонших психологічних нюансах взаємин цих людей — чесного, благородного Гоука і норовливої, але такої, що вміє долати власні забобони, міс Дейзі. Незабаром новий водій стає найближчим другом і порадником своєї господарки, що викликає хвилю обурення у сусідів, вороже налаштованих супроти чорношкірих.

## У ролях
- Морган Фрімен —  Гоук Колберн
- Джессіка Тенді —  міс Дейзі Вертан
- Ден Екройд —  Боббі Вертан
- Петті Люпон —  Флорін Вертан
- Естер Роллі —  Іделла
- Джоанн Гаврілла —  міс Макклетчі

## Нагороди й номінації
- 1989 — 2 премії Національної ради кінокритиків США: найкращий фільм і найкращий актор (Морган Фрімен).
- 1990 — приз "Срібний ведмідь" Берлінського кінофестивалю найкращій акторській команді (Джессіка Тенді та Морган Фрімен).
- 1990 — 4 премії «Оскар»: найкращий фільм (Лілі Фіні Занук, Річард Занук), найкращий адаптований сценарій (Альфред Урі), найкраща акторка (Джессіка Тенді (отримавши нагороду, Тенді стала найстаршою акторкою, удостоєної премії Американської кіноакадемії)), найкращий грим (Манліо Роккетті, Лінн Барбер, Кевін Хені). Стрічка була також номінована ще в 5 категоріях: найкращий актор (Морган Фрімен), найкращий актор другого плану (Ден Екройд), найкращий монтаж (Марк Уорнер), найкраща робота художників та декораторів (Бруно Рубео та Кріспіан Салліс), найкращі костюми (Елі).
- 1990 — 3 премії «Золотий глобус»: найкраща комедія чи мюзикл, найкращий актор у комедії чи мюзиклі (Морган Фрімен), найкраща акторка у комедії чи мюзиклі (Джессіка Тенді).
- 1990 — 3 номінації на American Comedy Awards: найкращий актор (Морган Фрімен), найкраща акторка (Джессіка Тенді), найкращий актор другого плану (Ден Екройд).
- 1990 — премія "Давід ді Донателло" найкращій зарубіжній акторці (Джессіка Тенді).
- 1990 — Премія Гільдії сценаристів Америки за найкращий адаптований сценарій (Альфред Урі).
- 1991 — премія BAFTA найкращій акторці (Джессіка Тенді), а також 3 номінації: найкращий фільм (Лілі Фіні Занук, Річард Занук, Брюс Бересфорд), найкраща режисура (Брюс Бересфорд), найкращий адаптований сценарій (Альфред Урі).
- 1991 — номінація на премію "Греммі" за найкращу інструментальну композицію, написану для кіно або телебачення (Ганс Циммер).